# Хлоридный канал 7
Хлоридный канал 7 (англ. chloride channel 7, CLC-7, CLCN7) — потенциал-зависимый хлоридный канал-антипортер из суперсемейства CLCN. Производит обмен ионов хлора и водорода, что приводит к закислению среды лизосом. Идентифицирован в 1995 году.

## Структура
Молекула этого хлоридного канала состоит из 805 аминокислот (молекулярная масса 88,679 кДа) и 10 трансмембранных фрагментов. Таким образом, оба терминальных домена находятся в цитозоле. По аминокислотной последовательности из всех хлоридных каналов наиболее близок к хлоридному каналу 6 — 45 % гомологии.

## Патология
Известно, что нарушения гена CLCN7 приводят к аутосомальному рецессивному остеопетрозу 4 типа (детский злокачественный остеопетроз 2 типа) и к аутосомальному доминантному остеопрозу 2 типа (болезнь Альберса-Шонберга). Заболевания среди других нарушений характеризуется повышенной плотностью костей.